# Norbert Klaar
Norbert Klaar, né le 12 octobre 1954 à Wittenberge, est un tireur sportif est-allemand.

## Carrière
Norbert Klaar participe aux Jeux olympiques de 1976 à Montréal et remporte la médaille d'or dans l'épreuve du pistolet feu rapide à 25 mètres.